# Saab APC System

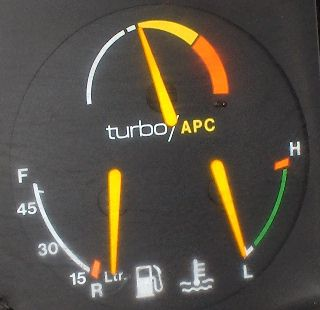
Indicatore dell'APC

APC System, sigla di Automatic Performance Control, è un sistema elettronico di gestione della pressione di sovralimentazione applicato a motori a ciclo otto sovralimentati mediante turbocompressore. Presentato per la prima volta nel 1982 dalla casa automobilistica svedese Saab ed utilizzato sulla 900 turbo.
Il propulsore della 900 turbo, anno 1983, è un quattro cilindri in linea di 1985 cm³ a due valvole per cilindro con un albero a camme in testa e valvole allineate (le valvole di scarico sono raffreddate al sodio); ha pistoni forgiati ed alesaggio e corsa di 90 mm x 78 mm; il rapporto di compressione è di 8,5:1 contro i 7,2:1 della versione senza APC; è sovralimentato mediante un turbocompressore Garrett Systems T3 azionato dai gas di scarico; eroga una potenza di 145 cv (107 kw) a 5000 giri/min. sviluppando una coppia di 24 kgm (235 N·m) a 3000 giri/min.

## Scopi
Gli scopi dell'APC sono:
- Salvaguardare il motore dal rischio del battito in testa.
- Far lavorare il motore vicino al limite del battito in testa utilizzando al meglio il potere calorifico del combustibile ed ottenere una combustione il più possibile efficiente migliorando i consumi di carburante e le prestazioni.
- Permettere un più elevato rapporto di compressione geometrico ottenendo una migliore risposta e ripresa ai bassi regimi quando il turbocompressore non è in funzione e consentire sempre un rendimento termico elevato.
- Consentire l'uso di carburanti con un numero minimo di 92 ottani senza rischio di detonazioni non controllate.

L'APC regola elettronicamente la pressione di sovralimentazione su un valore prefissato solo in assenza di battito in testa. Nel caso in cui vi è un aumento repentino della pressione del compressore (rilevato da un sensore posto sulla testata) e quindi una tendenza al battito in testa, la pressione viene controllata e fissata su un valore leggermente inferiore a quella a cui si potrebbe verificare il battito. Le massime prestazioni si ottengono con benzina a 98 ottani, valore raccomandato dalla casa.
Su alcune auto americane sovralimentate, in precedenza, era stato applicato un sensore del battito in testa che agiva riducendo l'anticipo di accensione peggiorando inevitabilmente il rendimento termico. Con il Saab APC si assiste all'impiego, per la prima volta nella storia, di un sensore di detonazione allo scopo di controllare la pressione di sovralimentazione nei motori turbocompressi.

## Funzionamento

1. sensore di battito
2. sensore di pressione
3. centralina APC
4. valvola solenoide

Il sistema APC regola la pressione di sovralimentazione utilizzando un sensore (1) posto sulla testata che agisce come un microfono inviando frequenze sonore alla centralina (3) e da una valvola solenoide (4) che, azionata dalla centralina, bypassa in atmosfera la pressione in eccesso attraverso la valvola wastegate.
La wastegate è tarata meccanicamente ad una determinata pressione quindi, se si esclude il sistema APC, il turbocompressore lavora ad una pressione di sicurezza. 
Quando la pressione viene gestita dal sistema APC non si verificano battiti in testa e sono possibili pressioni di sovralimentazione superiori tramite il controllo della wastegate; il sistema è dotato anche di un sensore (2) che rileva la pressione istantanea di sovralimentazione (dato necessario per la centralina APC). Nel caso in cui la centralina APC dovesse ricevere una determinata frequenza sonora potenzialmente dannosa (convertita in tensione elettrica), la pressione di sovralimentazione verrebbe impostata ad un valore lievemente inferiore al valore che avrebbe generato il battito in testa. La centralina è anche dotata di memoria: se vi è stato il rischio di battito, viene gestita anche la velocità di incremento della pressione del turbo, consentendo alla stessa di salire più lentamente allo scopo di ottenere un rilevamento più accurato. Il sistema APC, che ha lo scopo di consentire pressioni di sovralimentazione elevate evitando il battito in testa, rileva in maniera accurata frequenze non udibili dall'orecchio umano.

## Versioni successive
- Nel 1984 viene presentato il propulsore turbo 16 valvole; la struttura del motore è identica all'otto valvole ma la forma emisferica della camera di combustione consente un rapporto di compressione di 9:1

Potenza massima: 175 cv (129 kw) a 5300 giri/min con intercooler
Coppia massima: 27,8 kgm a 3000 giri/min
Pressione massima di sovralimentazione: 0,85 bar
Pressione base di sovralimentazione: 0,35 bar
- Nel 1986 anche il motore turbo a otto valvole viene dotato di intercooler

Potenza massima: 155 cv (114 kw) a 5000 giri/min con intercooler
Coppia massima: 24,5 kgm a 3000 giri/min
Pressione massima di sovralimentazione: 0,75 bar
Pressione base di sovralimentazione: 0,32 bar
- Nel 1994, dopo una profonda innovazione tecnologica, il sistema di gestione motore e sovralimentazione prende la denominazione di Saab Trionic System. Esso verrà adottato dalle successive autovetture subendo una costante evoluzione nel corso degli anni, in particolare si ebbe il Trionic 5, il Trionic 7 ed infine il Trionic 8.